# Diocesi di Awka
La diocesi di Awka (in latino Dioecesis Avkaensis) è una sede della Chiesa cattolica in Nigeria suffraganea dell'arcidiocesi di Onitsha. Nel 2022 contava 299.346 battezzati su 422.730 abitanti. È retta dal vescovo Paulinus Chukwuemeka Ezeokafor.

## Territorio
La diocesi comprende parte dello stato nigeriano di Anambra.
Sede vescovile è la città di Awka, dove si trova la cattedrale di San Patrizio.
Il territorio si estende su 775 km² ed è suddiviso in 109 parrocchie.

## Storia
La diocesi è stata eretta il 10 novembre 1977 con la bolla Verba Christi di papa Paolo VI, ricavandone il territorio dall'arcidiocesi di Onitsha.
Il 5 marzo 2020 ha ceduto una porzione di territorio a vantaggio dell'erezione della diocesi di Ekwulobia.

## Cronotassi dei vescovi
Si omettono i periodi di sede vacante non superiori ai 2 anni o non storicamente accertati.
- Albert Kanene Obiefuna † (10 novembre 1977 - 9 settembre 1994 nominato arcivescovo coadiutore di Onitsha)
- Simon Akwali Okafor † (9 settembre 1994 - 17 aprile 2010 ritirato)
- Paulinus Chukwuemeka Ezeokafor, dall'8 luglio 2011

## Statistiche
La diocesi nel 2022 su una popolazione di 422.730 persone contava 299.346 battezzati, corrispondenti al 70,8% del totale.
| anno | popolazione | popolazione | popolazione | presbiteri | presbiteri | presbiteri | presbiteri                | diaconi | religiosi | religiosi | parrocchie |
| anno | battezzati  | totale      | %           | numero     | secolari   | regolari   | battezzati per presbitero | diaconi | uomini    | donne     | parrocchie |
| ---- | ----------- | ----------- | ----------- | ---------- | ---------- | ---------- | ------------------------- | ------- | --------- | --------- | ---------- |
| 1980 | 226.741     | 717.000     | 31,6        | 41         | 41         |            | 5.530                     |         | 2         | 36        | 23         |
| 1990 | 451.000     | 917.000     | 49,2        | 112        | 108        | 4          | 4.026                     |         | 10        | 61        | 66         |
| 1999 | 584.340     | 1.112.923   | 52,5        | 225        | 223        | 2          | 2.597                     |         | 7         | 129       | 109        |
| 2000 | 599.884     | 1.138.467   | 52,7        | 219        | 217        | 2          | 2.739                     |         | 9         | 133       | 112        |
| 2001 | 614.340     | 1.168.755   | 52,6        | 204        | 202        | 2          | 3.011                     |         | 9         | 130       | 115        |
| 2002 | 628.742     | 1.183.157   | 53,1        | 205        | 203        | 2          | 3.067                     |         | 9         | 143       | 124        |
| 2003 | 642.490     | 1.235.469   | 52,0        | 251        | 245        | 6          | 2.559                     |         | 13        | 144       | 128        |
| 2004 | 658.009     | 1.247.637   | 52,7        | 272        | 269        | 3          | 2.419                     |         | 10        | 129       | 131        |
| 2006 | 635.595     | 1.277.990   | 49,7        | 272        | 265        | 7          | 2.336                     |         | 14        | 138       | 137        |
| 2012 | 797.143     | 1.516.000   | 52,6        | 318        | 313        | 5          | 2.506                     |         | 15        | 152       | 165        |
| 2015 | 845.427     | 1.688.033   | 50,1        | 356        | 348        | 8          | 2.374                     |         | 17        | 150       | 173        |
| 2018 | 881.410     | 1.751.862   | 50,3        | 403        | 388        | 15         | 2.187                     |         | 33        | 225       | 184        |
| 2020 | 1.105.327   | 1.975.520   | 56,0        | 611        | 597        | 14         | 1.410                     |         | 5         | ?         | 186        |
| 2020 | 503.212     | 991.105     | 50,8        | 359        | 357        | 2          | 1.410                     |         | 5         | ?         | 104        |
| 2020 | 503.212     | 991.105     | 50,8        | 177        | 172        | 5          | 2.843                     |         | 7         | 141       | 106        |
| 2022 | 299.346     | 422.730     | 70,8        | 264        | 262        | 2          | 1.133                     |         | 7         | 8         | 109        |